# Pumpspeicherwerk Vianden
Das Pumpspeicherwerk Vianden in Luxemburg besitzt eine Nennleistung von 1290 MW im Turbinenbetrieb und 1040 MW im Pumpbetrieb. Es wurde von 1954 bis 1964 gebaut und geht auf Planungen aus dem Jahr 1925 zurück. Die Industrieanlage wurde am 17. April 1964 durch Großherzogin Charlotte von Luxemburg offiziell eröffnet. Das Werk besteht aus einem Stausee an der Our, zwei Oberbecken auf 509 m Höhe, einer unterirdischen Kavernenhalle und einem System von Druckrohren. Es dient der Speicherung von Wasser zur Gewinnung von elektrischer Energie.
Das Arbeitsvermögen der Turbinen beträgt pro Zyklus 4.630 MWh (Pumpen 6.240 MWh).

## Technische Beschreibung
Das Prinzip des Pumpspeicherwerks ist es, bei Spitzenverbrauch zusätzlich elektrische Energie produzieren zu können. Das Wasser fließt durch elf Turbinen, die mit Generatoren elektrische Energie produzieren. In den verbrauchsschwachen Zeiten wird das Wasser in umgekehrter Richtung vom Unterbecken in die oberen Speicher hochgepumpt, um für die Erzeugung von elektrischer Energie in Spitzenzeiten zur Verfügung zu stehen.

### Maschinen 1 bis 9

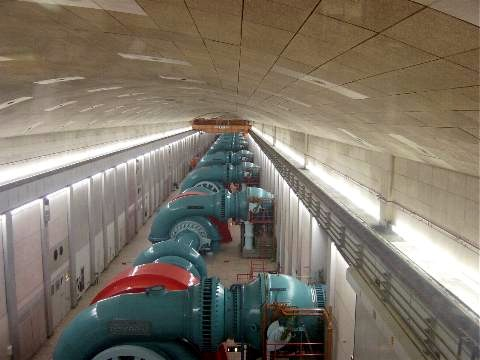
Maschinen 1 bis 9 in der Kaverne

In der großen Maschinenhalle befinden sich neun der elf Maschinengruppen, die neben der Turbine einen Generator und eine Pumpe umfassen. Die Turbinen erzeugen jeweils eine Leistung von 100 MW. Die neun Pumpen haben eine etwas geringere Leistung als die Turbinen, zusammen 621 MW.

### Maschine 10
Die zehnte Maschine wurde erst 1970 in einem Seitental gebaut. Sie verfügt über einen Druckschacht von 4,50 m Durchmesser, der bis zum Oberbecken 1375 m lang ist. Im Gegensatz zu den neun anderen Turbinen hat sie eine vertikale Achse. Die Nennleistungen der zehnten Maschine betragen 196 MW im Turbinen- und 220 MW im Pumpbetrieb.

### Maschine 11

Die Pumpturbine M11 in einer Schemazeichnung der SEO

Die Arbeiten an der seit 2006 geplanten elften Maschine wurden Anfang 2010 begonnen. Die elfte Maschine hat eine Nennleistung von 195 MW im Turbinen- und 189 MW im Pumpbetrieb. Dafür mussten auch die Stauräume von Ober- und Unterbecken vergrößert werden. Der Auftrag wurde Ende 2009 vergeben und das Bauende war zunächst für Herbst 2013 vorgesehen. Am 4. November 2014 wurde die elfte Maschine in Anwesenheit des Großherzogs von Luxemburg Henri und des deutschen Bundespräsidenten Joachim Gauck offiziell in Betrieb genommen.

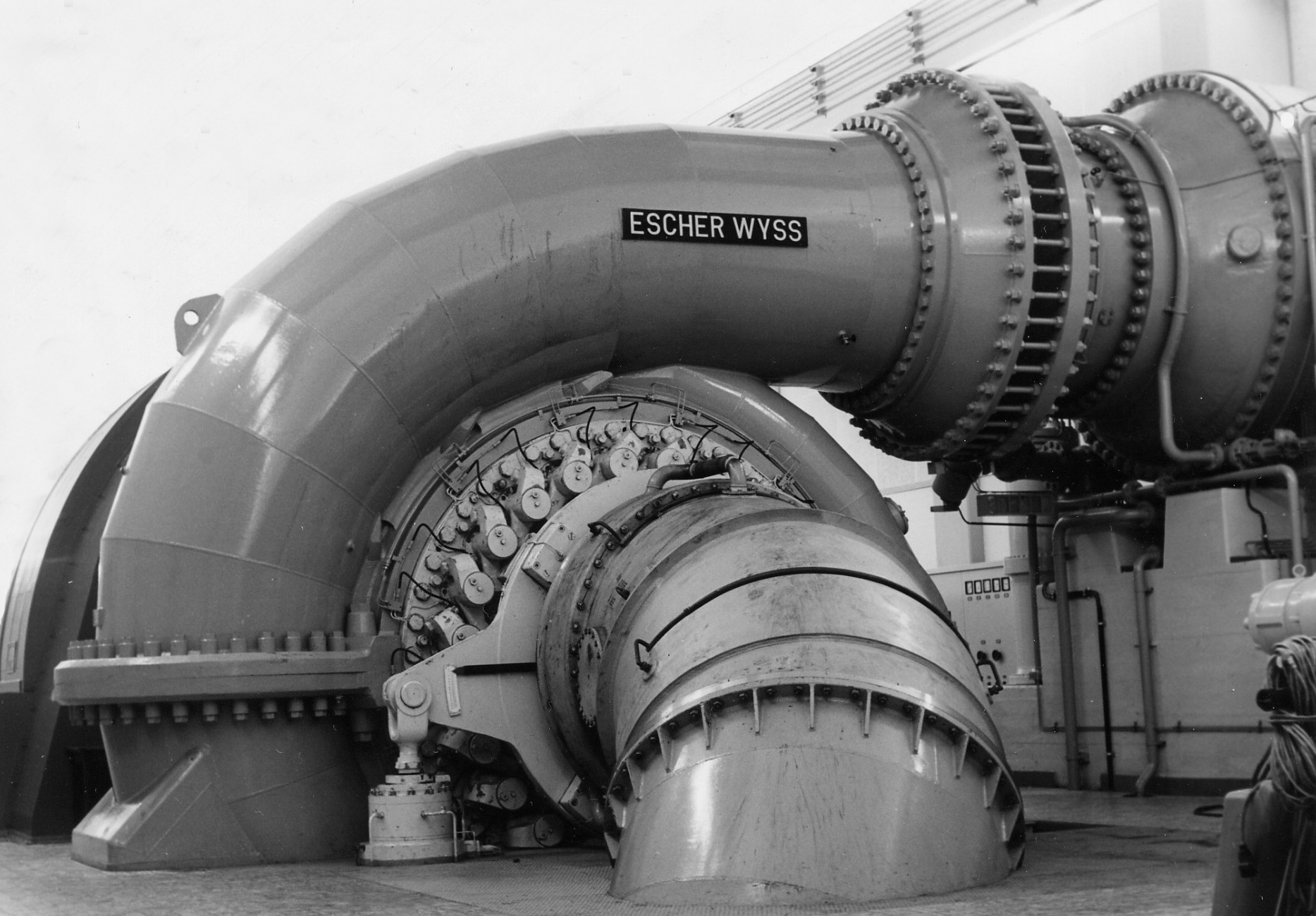
Francisturbine 100 MW der Maschinengruppe 2. Foto 1966

### Speicherbecken und Kavernenanlagen
Nach dem Obersauer-Stausee ist der Our-Stausee der zweitgrößte See Luxemburgs. Das Unterbecken reicht von der Ourtalsperre bei Vianden bis Stolzemburg. Es ist 8 km lang und hat 10,80 Millionen Kubikmeter Speicherraum.
Das Oberbecken liegt auf den Anhöhen westlich des Ourtals. Mit 7,23 Millionen m³ Fassungsvermögen hat es einen Staudamm, der im Durchschnitt 14 m und maximal 35 m hoch ist. Die nutzbare Wassermenge beträgt bis zu 6,84 Mio. m³. Die Kaverne unter dem Nikolausberg ist 330 m lang, 25 m hoch und 15 m breit. Die Druckrohre haben 6 m bzw. 6,50 m Durchmesser und sind 625 m bzw. 856 m lang.

Speicherbecken
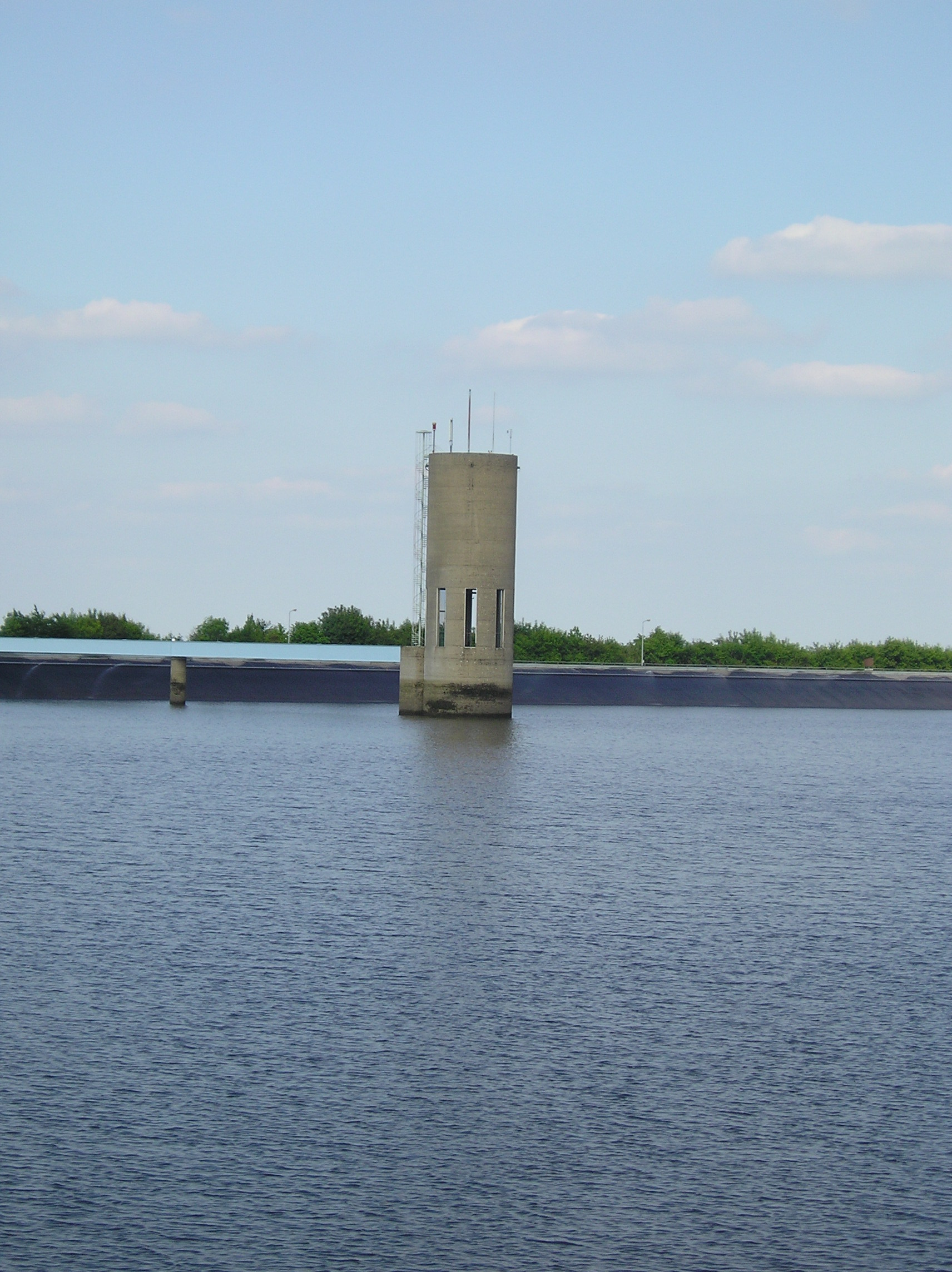
Oberbecken: See mit Auslaufbauwerk
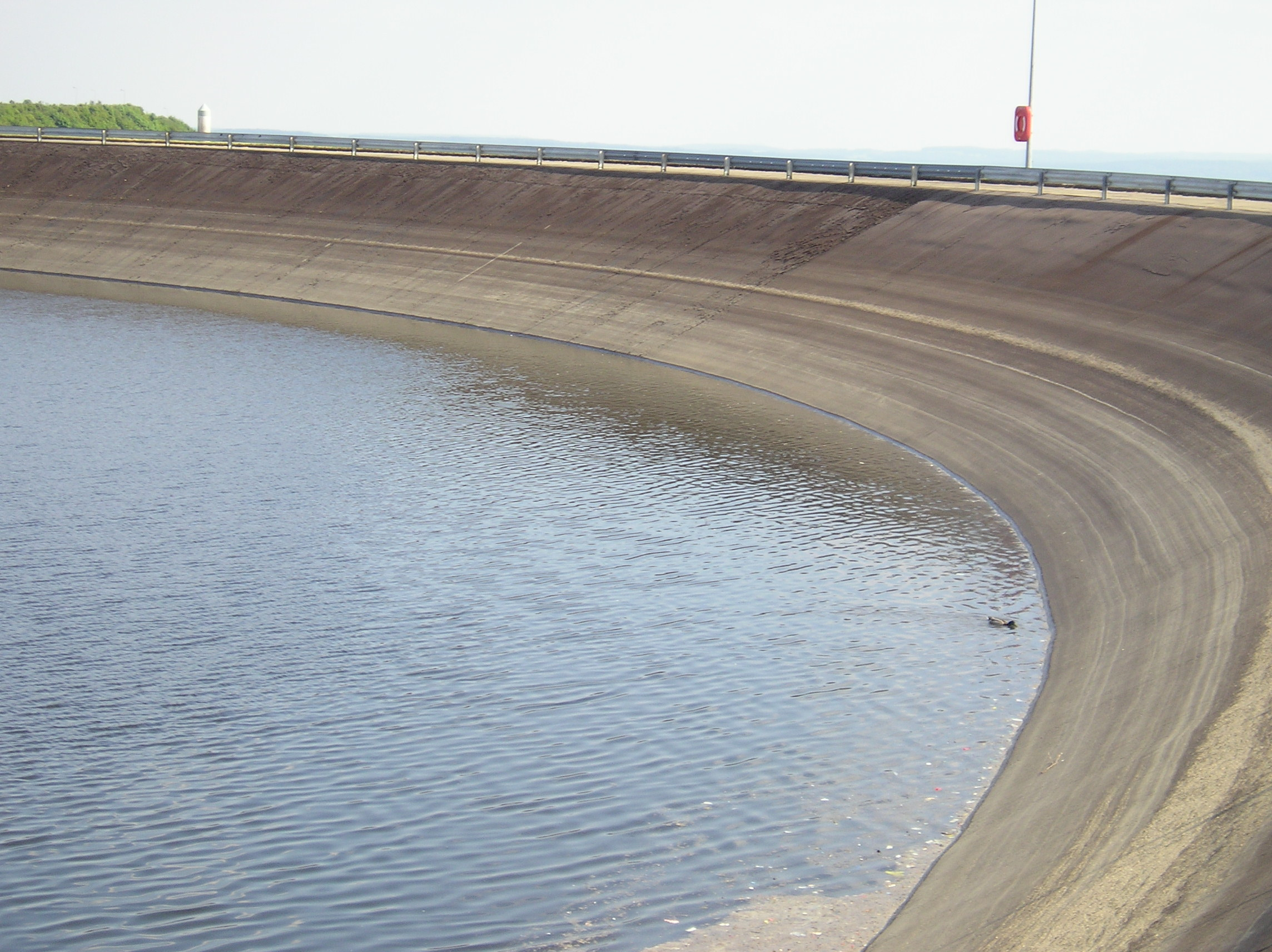
Oberbecken bei Teilfüllung
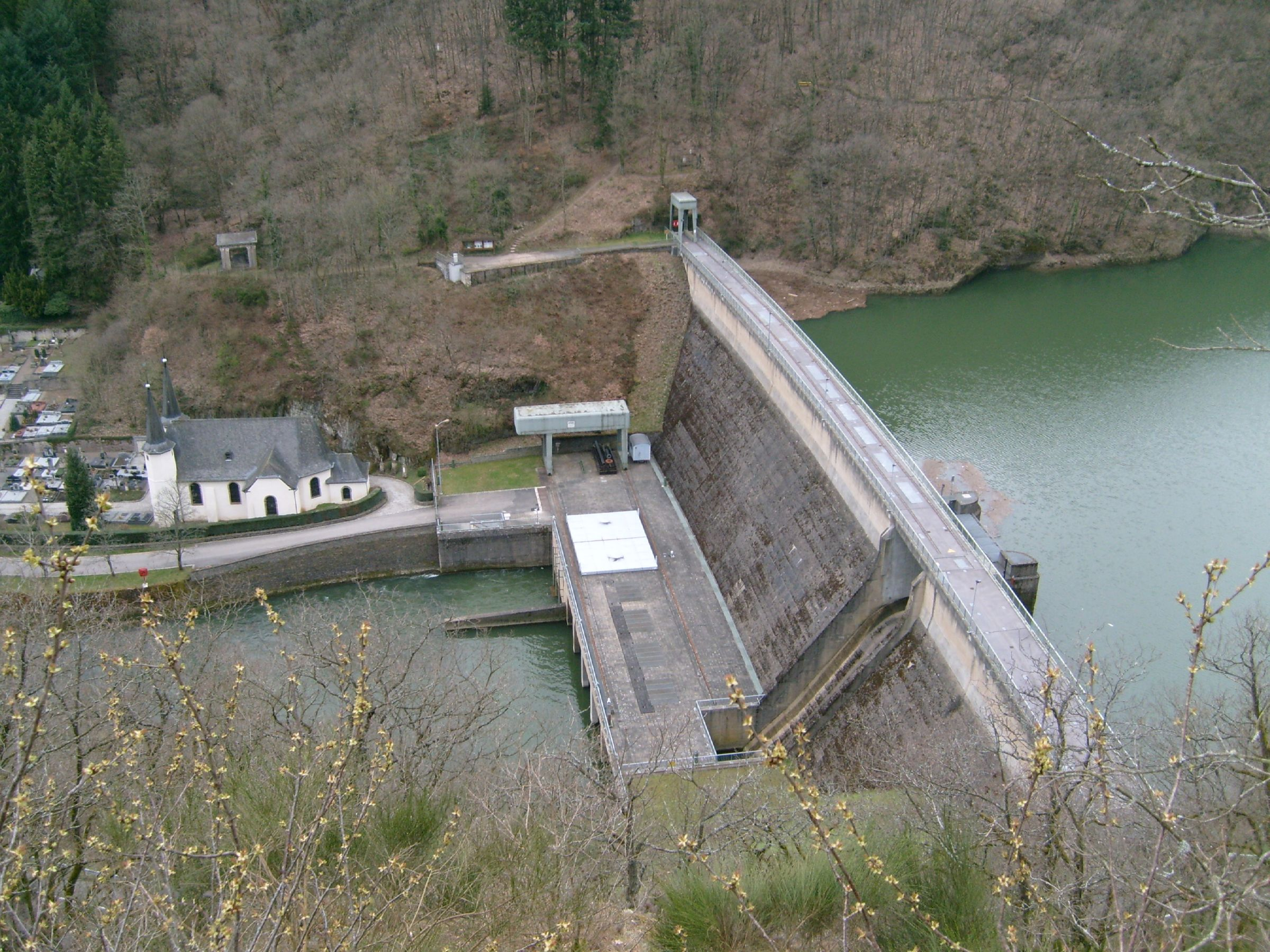
Unterbecken: Die Staumauer staut die Our auf
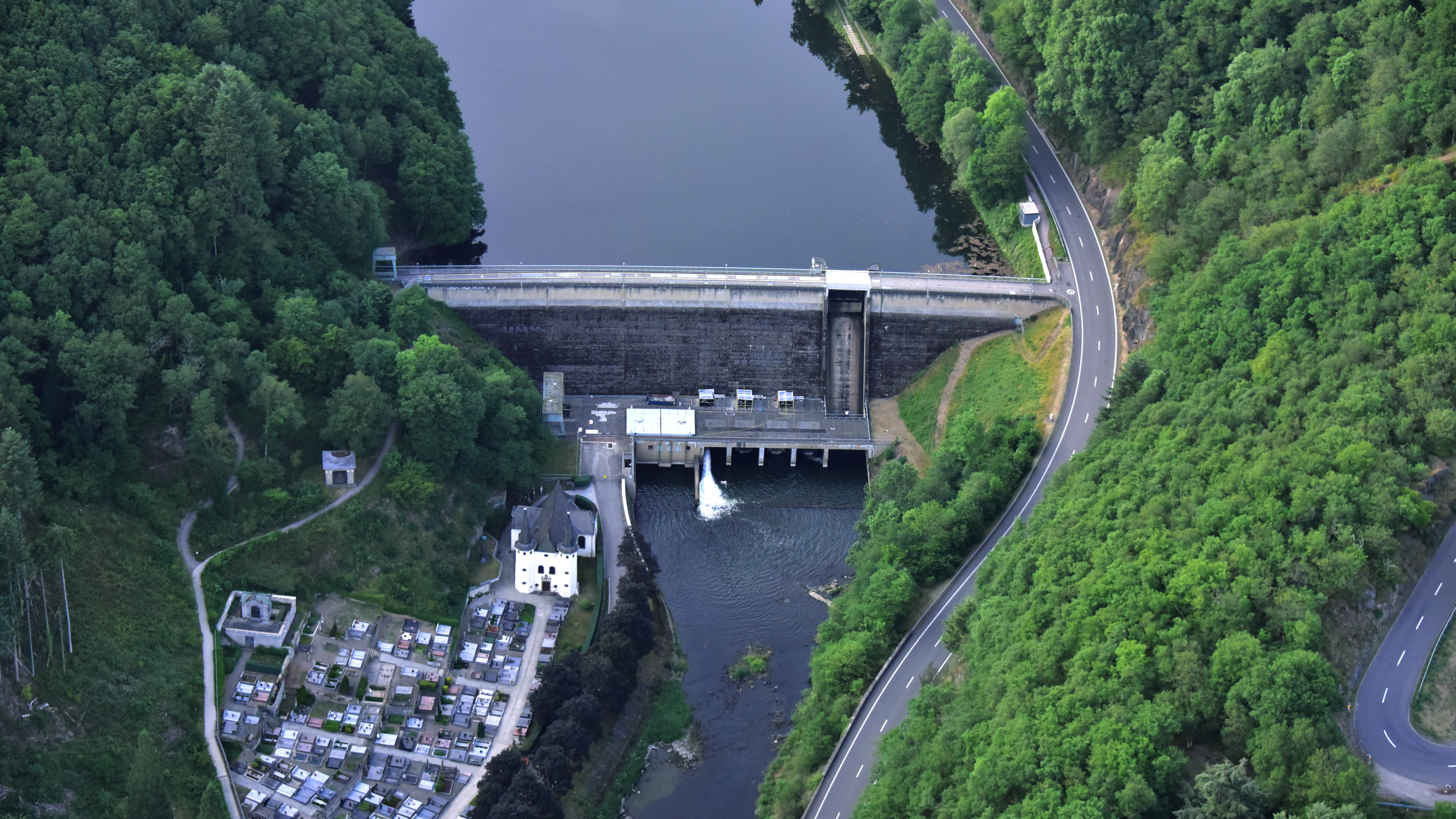
Luftaufnahme der Staumauer des Unterbeckens. Foto 2017

### Netzanschluss
Die Anbindung an das europäische Verbundnetz erfolgt nicht in Luxemburg, sondern in Deutschland auf der 220-kV-Höchstspannungsebene über die grenznahe Schaltanlage Bauler bzw. die Umspannanlage Niederstedem, weshalb die Anlage auch in der Kraftwerksliste der (deutschen) Bundesnetzagentur aufgeführt ist.

## Betreiber und Eigentümer
Das Kraftwerk wird von der Société électrique de l’Our (SEO) betrieben, an der die deutsche RWE und der Staat Luxemburg mit jeweils 40,3 % beteiligt sind. Weitere Anteilseigner sind unter anderem die Investment-Gesellschaft Luxempart (5,44 %), der landesgrößte Stromanbieter Enovos Luxembourg (4,46 %) sowie der führende belgische Energiedienstleister Electrabel (3,44 %).
Die Steuerung im Strom-Verbundnetz erfolgt durch RWE Supply&Trading in Essen.

## Sonstiges
Das Pumpspeicherwerk Vianden ist auf dem ehemaligen 100-Franc-Schein Luxemburgs von 1963 abgebildet.
Das Werk kann nach Anmeldung besichtigt werden. In einem Vorführraum gibt es Filme über das Kraftwerk sowie über Energieerzeugung und Energieverbrauch in Europa zu sehen.